# Lista dos vencedores do Festival Eurovisão da Canção Júnior
O Festival Eurovisão da Canção Júnior é um concurso anual organizado entre os países membros da União Europeia de Radiodifusão para crianças com idades compreendidas entre os 9 e os 14 anos (8 e 15 entre 2003 e 2006, 10 e 15 entre 2007 e 2015). Este concurso juvenil tem sido transmitido todos os anos desde a sua estreia em 2003 e é baseado no Festival Eurovisão da Canção, um dos programas de televisão mais antigos do mundo desde a sua estreia em 1956. O vencedor do concurso foi determinado através de várias técnicas de votação ao longo de sua história; centro a estes foram os pontos atribuídos através de votação do júri ou votação pública. O país com mais pontos é declarado o vencedor. 
Em 2020, dezoito concursos foram realizados, com um vencedor a cada ano. Doze países diferentes ganharam o Festival Eurovisão da Canção Júnior. Sete venceram a competição uma vez: Armênia, Croácia, França, Itália, Espanha, Ucrânia e Holanda. Quatro venceram a competição duas vezes: Bielorrússia, Malta, Polônia (primeiro país a vencer duas vezes) e Rússia. O país com o maior número de vitórias é a Geórgia, com três vitórias. Croácia e Itália conquistaram suas vitórias em sua participação de estreia na competição. A Macedônia é o país com mais longa história na competição sem vencer, com quinze jogos desde a estreia em 2003. 
Vencer o Festival Eurovisão da Canção Júnior oferece uma oportunidade para o(s) artista(s) vencedor(es) ganharem dinheiro e reconhecimento sobre seu sucesso e publicidade envolvente, lançando ou promovendo sua carreira internacional. Alguns artistas do Festival Eurovisão da Canção Júnior progrediram posteriormente em suas carreiras para participar de finais de seleção nacional para o Eurovision Song Contest, incluindo Molly Sandén que representou a Suécia em 2006 e posteriormente participou das edições de 2009, 2012 e 2016 do Melodifestivalen. Nevena Božović representou a Sérvia no Eurovision Song Contest 2013 como parte do Moje 3 e se tornou a primeira competidora a competir no Festival Eurovisão da Canção depois de competir no Festival Eurovisão da Canção Júnior, onde ficou em terceiro lugar em 2007. As Tolmachevy Sisters são as segundas concorrentes a fazê-lo, participando (e ficando em 7º) no Festival Eurovisão da Canção 2014 depois de vencer o Festival Eurovisão da Canção Júnior 2006 com sua inscrição, "Vesenniy jazz" (inglês: Spring Jazz, cirílico: Весенний джаз).
Ao contrário do Festival Eurovisão da Canção, até 2012 não era tradição o país vencedor anterior acolher a próxima edição do concurso. No entanto, essa tradição é aplicada desde 2013, sendo que apenas as edições de 2015, 2018 e 2024 foram realizadas em um país diferente do vencedor anterior.

## Vencedores
| Ano  | Data           | Sede          | Vencedor      | Musica                          | Artista             | Pontos | Margem | Segundo Colocado |
| ---- | -------------- | ------------- | ------------- | ------------------------------- | ------------------- | ------ | ------ | ---------------- |
| 2003 | 15 novembro    | Copenhagen    | Croácia       | "Ti si moja prva ljubav"        | Dino Jelusić        | 134    | 9      | Espanha          |
| 2004 | 20 novembro    | Lillehammer   | Espanha       | "Antes muerta que sencilla"     | María Isabel        | 171    | 31     | Reino Unido      |
| 2005 | 26 novembro    | Hasselt       | Bielorrússia  | "My vmeste" (Мы вместе)         | Ksenia Sitnik       | 149    | 3      | Espanha          |
| 2006 | 2 dezembro     | Bucareste     | Rússia        | "Vesenniy Jazz" (Весенний джаз) | Tolmachevy Sisters  | 154    | 25     | Bielorrússia     |
| 2007 | 8 dezembro     | Rotterdam     | Bielorrússia  | "S druz'yami" (С друзьями)      | Alexey Zhigalkovich | 137    | 1      | Arménia          |
| 2008 | 22 dezembro    | Limassol      | Geórgia       | "Bzz.."                         | Bzikebi             | 154    | 19     | Ucrânia          |
| 2009 | 21 novembro    | Kiev          | Países Baixos | "Click Clack"                   | Ralf Mackenbach     | 121    | 5      | Arménia          |
| 2009 | 21 novembro    | Kiev          | Países Baixos | "Click Clack"                   | Ralf Mackenbach     | 121    | 5      | Rússia           |
| 2010 | 20 novembro    | Minsk         | Arménia       | "Mama" (Մամա)                   | Vladimir Arzumanyan | 120    | 1      | Rússia           |
| 2011 | 3 dezembro     | Yerevan       | Geórgia       | "Candy Music"                   | CANDY               | 108    | 5      | Países Baixos    |
| 2012 | 1 dezembro     | Amsterdam     | Ucrânia       | "Nebo" (Небо)                   | Anastasiya Petryk   | 138    | 35     | Geórgia          |
| 2013 | 30 novembro    | Kiev          | Malta         | "The Start"                     | Gaia Cauchi         | 130    | 9      | Ucrânia          |
| 2014 | 15 novembro    | Ilha de Malta | Itália        | "Tu primo grande amore"         | Vincenzo Cantiello  | 159    | 12     | Bulgária         |
| 2015 | 21 novembro    | Sófia         | Malta         | "Not My Soul"                   | Destiny Chukunyere  | 185    | 9      | Arménia          |
| 2016 | 20 novembro    | Valletta      | Geórgia       | "Mzeo" (მზეო)                   | Mariam Mamadashvili | 239    | 7      | Arménia          |
| 2017 | 26 novembro    | Tbilisi       | Rússia        | "Wings"                         | Polina Bogusevich   | 188    | 3      | Geórgia          |
| 2018 | 25 novembro    | Minsk         | Polónia       | "Anyone I Want to Be"           | Roksana Węgiel      | 215    | 12     | França           |
| 2019 | 24 novembro    | Gliwice       | Polónia       | "Superhero"                     | Viki Gabor          | 278    | 51     | Cazaquistão      |
| 2020 | 29 novembro    | Polónia       | França        | "J'imagine"                     | Valentina           | 200    | 48     | Cazaquistão      |
| 2021 | 19 dezembro    | Paris         | Arménia       | "Qami Qami"                     | Maléna              | 224    | 7      | Polónia          |
| 2022 | 11 dezembro    | Yerevan       | França        | "Oh maman!"                     | Lissandro           | 203    | 23     | Arménia          |
| 2023 | 26 de novembro | Nice          | França        | "Cœur"                          | Zoé Clauzure        | 228    | 27     | Espanha          |
| 2024 | 16 de novembro | Madrid        | Geórgia       | "To My Mom"                     | Andria Putkaradze   | 239    | 26     | Portugal         |

## Por país

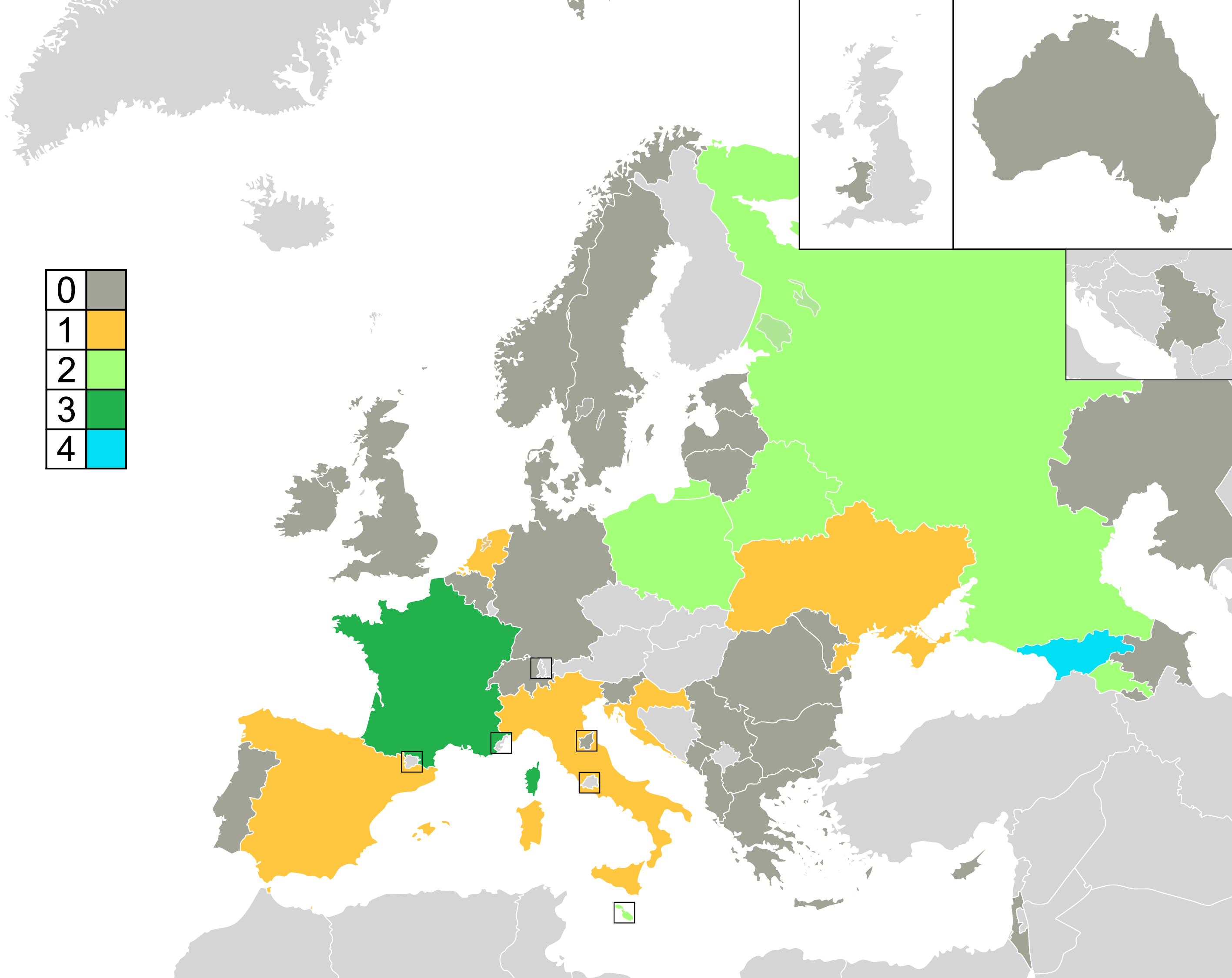
Mapa mostrando o número de cada país do Festival Eurovisão da Canção Júnior ganha

A tabela abaixo mostra os três primeiros colocados de cada concurso, juntamente com os anos em que um país ganhou o concurso. 
| N° | País          | Ano                    |
| -- | ------------- | ---------------------- |
| 4  | Geórgia       | 2008, 2011, 2016, 2024 |
| 3  | França        | 2020, 2022, 2023       |
| 2  | Bielorrússia  | 2005, 2007             |
| 2  | Rússia        | 2006, 2017             |
| 2  | Malta         | 2013, 2015             |
| 2  | Polónia       | 2018, 2019             |
| 2  | Arménia       | 2010, 2021             |
| 1  | Croácia       | 2003                   |
| 1  | Espanha       | 2004                   |
| 1  | Países Baixos | 2009                   |
| 1  | Ucrânia       | 2012                   |
| 1  | Itália        | 2014                   |

## Por idioma
Ao contrário da edição adulta,as regras do Festival impõem que cada uma das músicas concorrentes seja em uma das línguas oficiais do país que o artista esteja representando.No entanto,é autorizado o uso do inglês ou de alguma outra língua em alguns versos ou então em alguma parte da música.
| Vitórias | Língua     | Anos                                                 | Países                                                          |
| -------- | ---------- | ---------------------------------------------------- | --------------------------------------------------------------- |
| 9        | inglês     | 2009, 2012, 2013, 2014, 2015, 2017, 2018, 2019, 2021 | Países Baixos, Ucrânia, Malta, Rússia, Itália, Polônia, Arménia |
| 4        | russo      | 2005, 2006, 2007, 2017                               | Bielorrússia, Rússia                                            |
| 3        | francês    | 2020, 2022, 2023                                     | França                                                          |
| 3        | georgiano  | 2011, 2016, 2024                                     | Geórgia                                                         |
| 2        | polonês    | 2018, 2019                                           | Polônia                                                         |
| 2        | armênio    | 2010, 2021                                           | Armênia                                                         |
| 1        | croata     | 2003                                                 | Croácia                                                         |
| 1        | espanhol   | 2004                                                 | Espanha                                                         |
| 1        | imaginário | 2008                                                 | Geórgia                                                         |
| 1        | neerlandês | 2009                                                 | Países Baixos                                                   |
| 1        | ucraniano  | 2012                                                 | Ucrânia                                                         |
| 1        | italiano   | 2014                                                 | Itália                                                          |

## Ranking
Esta é uma lista de países ordenada por ranking, após 2023
| Lugar | País                | 1         | 2         | 3         |
| ----- | ------------------- | --------- | --------- | --------- |
| 1     | Geórgia             | 4         | 2         | 1         |
| 2     | França              | 3         | 1         | 1         |
| 3     | Arménia             | 2         | 5         | 3         |
| 4     | Rússia              | 2         | 2         | 0         |
| 5     | Bielorrússia        | 2         | 1         | 2         |
| 6     | Polónia             | 2         | 1         |           |
| 7     | Malta               | 2         |           |           |
| 8     | Espanha             | 1         | 3         | 2         |
| 9     | Ucrânia             | 1         | 2         | 1         |
| 10    | Países Baixos       | 1         | 1         |           |
| 11    | Croácia             | 1         |           | 1         |
| 11    | Itália              | 1         |           | 1         |
| 13    | Cazaquistão         |           | 2         |           |
| 14    | Reino Unido         |           | 1         | 1         |
| 15    | Bulgária            |           | 1         |           |
| 15    | Portugal            |           | 1         |           |
| 17    | Sérvia              |           |           | 2         |
| 17    | Austrália           |           |           | 2         |
| 19    | Noruega             |           |           | 1         |
| 19    | Suécia              |           |           | 1         |
| 19    | Lituânia            |           |           | 1         |
| 19    | Eslovénia           |           |           | 1         |
| 23    | Dinamarca           | 4º lugar  | 4º lugar  | 4º lugar  |
| 23    | Roménia             | 4º lugar  | 4º lugar  | 4º lugar  |
| 23    | Bélgica             | 4º lugar  | 4º lugar  | 4º lugar  |
| 23    | Irlanda             | 4º lugar  | 4º lugar  | 4º lugar  |
| 27    | Macedónia do Norte  | 5º lugar  | 5º lugar  | 5º lugar  |
| 27    | Albânia             | 5º lugar  | 5º lugar  | 5º lugar  |
| 27    | Azerbaijão          | 5º lugar  | 5º lugar  | 5º lugar  |
| 30    | Grécia              | 6º lugar  | 6º lugar  | 6º lugar  |
| 30    | Moldávia            | 6º lugar  | 6º lugar  | 6º lugar  |
| 32    | Chipre              | 8º lugar  | 8º lugar  | 8º lugar  |
| 32    | Israel              | 8º lugar  | 8º lugar  | 8º lugar  |
| 34    | Letónia             | 9º lugar  | 9º lugar  | 9º lugar  |
| 34    | Alemanha            | 9º lugar  | 9º lugar  | 9º lugar  |
| 36    | San Marino          | 10º lugar | 10º lugar | 10º lugar |
| 37    | Sérvia e Montenegro | 13º lugar | 13º lugar | 13º lugar |
| 37    | Montenegro          | 13º lugar | 13º lugar | 13º lugar |
| 39    | Estónia             | 14º lugar | 14º lugar | 14º lugar |
| 40    | Suíça               | 16º lugar | 16º lugar | 16º lugar |
| 41    | País de Gales       | 18º lugar | 18º lugar | 18º lugar |